# Playback: The Brian Wilson Anthology
Playback: The Brian Wilson Anthology è la prima raccolta ufficiale del musicista statunitense Brian Wilson.
Le tracce al suo interno sono tutte brani appartenenti alla carriera solista di Brian, distaccata da quella di membro dei Beach Boys, la raccolta include anche l'inedito Run James Run.
Al 2024 è l'unica raccolta ufficiale di Brian Wilson.

## Tracce
| Numero traccia | Titolo                  | Autore/i                               | Durata |
| -------------- | ----------------------- | -------------------------------------- | ------ |
| 1.             | Love and Mercy          | Brian Wilson                           | 2:56   |
| 2.             | Surf's Up               | Wilson, Van Dyke Parks                 | 4:06   |
| 3.             | Heroes and Villains     | Wilson, Parks                          | 4:53   |
| 4.             | Melt Away               | Brian Wilson                           | 2:59   |
| 5.             | Let it Shine            | Wilson, Jeff Lynne                     | 3:58   |
| 6.             | Some Sweet Day          | Wilson, Andy Paley                     | 2:39   |
| 7.             | Rio Grande              | Wilson, Paley                          | 8:12   |
| 8.             | Cry                     | Wilson                                 | 4:59   |
| 9.             | Lay Down Burden         | Wilson, Joe Thomas                     | 3:44   |
| 10.            | The First Time          | Wilson                                 | 3:32   |
| 11.            | This Isn't Love         | Wilson, Tony Asher                     | 3:55   |
| 12.            | Soul Searchin'          | Wilson, Paley                          | 4:08   |
| 13.            | Gettin' In Over My Head | Wilson, Paley                          | 4:27   |
| 14.            | The Like In I Love You  | George Gershwin, Wilson, Scott Bennett | 3:19   |
| 15.            | Midnight's Another Day  | Wilson, Bennett                        | 4:12   |
| 16.            | Colors of the Wind      | Alan Menken, Stephen Schwartz          | 3:59   |
| 17.            | One Kind of Love        | Wilson, Bennett                        | 3:34   |
| 18.            | Run James Run           | Wilson, Thomas                         | 3:27   |